# Savennes (Creuse)
Savennes è un comune francese di 230 abitanti situato nel dipartimento della Creuse nella regione della Nuova Aquitania.

## Società

### Evoluzione demografica
Abitanti censiti